# Кашина Прати (Новара)
Кашина Прати је насеље у Италији у округу Новара, региону Пијемонт.
Према процени из 2011. у насељу је живело 17 становника. Насеље се налази на надморској висини од 289 м.